# 대룡초등학교 (충남)
대룡초등학교는 대한민국 충청남도 공주시 신풍면 충의로 2358 (대룡리)에 있었던 공립 초등학교이다.

## 연혁
- 1936년 7월 10일 신풍공립보통학교 부설 대룡간이학교 설립
- 1943년 8월 15일 신풍공립국민학교 대룡분교장으로 승격
- 1947년 11월 15일 대룡국민학교 승격
- 1996년 3월 1일 대룡초등학교로 개칭
- 2007년 3월 1일 신풍초등학교로 통폐합